# ایست (کاهنه)
ایسِت (انگلیسی: Iset؛ ‏مصری باستان: 3s.t) کاهنه و شاهدختی در مصر باستان و همسر خدای آمون در دودمان بیستم مصر بود.
ایسِت دختر فرعون رامسس ششم و همسر بزرگ سلطنتی او نوب‌خسبد و خواهر فرعون رامسس هفتم بود.
او نخستین کسی بود که القاب احیاشده «همسر خدای آمون» و «ستایشگر مقدس آمون» را داشت که هر دو در اوایل دودمان هجدهم مصر اهمیت زیادی داشتند اما بعداً کم‌رنگ شدند. از زمان او، جایگاه «همسر خدا» بیش از پیش تأثیرگذار شد و در دوره سوم میانی مصر به اوج قدرت خود رسید. ایسِت احتمالاً نخستین همسر خدای آمون بود که در تجرد زندگی کرد (دارندگان قبلی این عنوان ملکه‌ها بودند، معمولاً همسران سلطنتی بزرگ).
او بر روی یک سنگ یادبود در قفط (امروز در «موزه منچستر»، شماره ۱۷۸۱) به تصویر کشیده شده است. منصب او به عنوان همسر خدا در کتیبه‌ای به‌دست آمده از ذراع ابوالنجا نشان داده شده است. نام او در کارتوش همراه با عنوان «ستایشگر مقدس آمون» نوشته شده است.